# Tetramorium triangulatum
Tetramorium triangulatum  (лат.) — вид мелких по размеру муравьёв рода Tetramorium трибы Tetramoriini из подсемейства Myrmicinae (Formicidae).

## Распространение
Южная Азия: Индия.

## Описание
Мелкие муравьи желтовато-коричневого цвета (около 3 мм). Отличаются короткими треугольными шипиками заднегрудки, продольными бороздками груди и мелкими глазами (из одной фасетки). Основание первого брюшного тергита сильно вогнуто (вид сверху), а его антеродорсальные углы выступают вперёд в виде двух зубцов. Усики рабочих 12-и члениковые, булава 3-х члениковая. Боковые части клипеуса килевидно приподняты около места прикрепления усиков. Жвалы широкотреугольные с зубчатым жевательным краем. Заднегрудка с 2 проподеальными шипиками. Стебелёк между грудкой и брюшком состоит из двух члеников: петиолюса и постпетиолюса (последний четко отделен от брюшка), жало развито, куколки голые (без кокона).

## Систематика
Вид был впервые описан в 2012 году  по материалам из Индии индийскими мирмекологами Химендером Бхарти (Himender Bharti; Department of Zoology and Environmental Sciences, Punjabi University, Патиала, Пенджаб, Индия) и Ракешем Кумаром (Rakesh Kumar, 2013).  Относят к видовой группе inglebyi-group  и трибе Tetramoriini.